# Source Code
Source Code is een Amerikaanse techno-thriller uit 2011 geregisseerd door Duncan Jones, geschreven door Ben Ripley, met vertolkingen van Jake Gyllenhaal, Michelle Monaghan, Vera Farmiga en Jeffrey Wright. De film kwam uit op 1 april in Noord-Amerika en Europa. De plot is een kruising van Robocop, Groundhog Day en Murder on the Orient Express.

## Verhaal
Kapitein Colter Stevens (Jake Gyllenhaal) is een omgekomen militair helikopterpiloot die terechtkomt in een missie waar hij een terrorist moet vinden die een bom liet ontploffen op een trein op weg naar Chicago. Het blijkt dat hij in de "Source Code" zit, een programma waardoor hij - dankzij het kwantummechanisch effect van parallelle werelden - het lichaam van iemand anders kan overnemen tijdens de laatste acht minuten van diens leven.
Stevens moet vinden waar de bom ligt, wie hem daar geplaatst heeft, en dit aan kapitein Colleen Goodwin (Vera Farmiga) rapporteren zodat deze kan verhinderen dat de dader een tweede bom tot ontploffing kan brengen. Stevens kan telkens teruggaan naar dezelfde acht minuten en iets anders doen, waarbij hij iedere keer bijleert. Hij doet dit in de gedaante van Sean Fentress, een leraar, die in de trein tegenover een vrouw zit, Christina Warren (Michelle Monaghan). Stevens leert hierdoor Christina beter kennen, maar na acht minuten ontploft telkens de trein.
Ten slotte slaagt Colter/Sean erin de bomaanslag te voorkomen als hij een laatste keer wordt teruggestuurd. Kapitein Colleen Goodwin koppelt het lichaam van Colter dan af. Zijn originele lichaam sterft (in het heden). Maar hij kan voortleven in het lichaam van Sean. De source  code blijkt niet enkel 8 minuten te duren, maar een heel nieuwe dimensie te creëren. In dit geval in het verleden.  Deze bestaat naast de dimensie waarin de bom wel is afgegaan.

## Rolverdeling
- Jake Gyllenhaal als kapitein Colter Stevens / Sean Fentress
- Michelle Monaghan als Christina Warren
- Vera Farmiga als kapitein Colleen Goodwin
- Jeffrey Wright als Dr. Rutledge
- Cas Anvar als Hazmi
- Russell Peters als Max Denoff
- Michael Arden als Derek Frost
- Scott Bakula als Stevens' vader